# 2016년 1월
| 2016년: 1월 · 2월 · 3월 · 4월 · 5월 · 6월 · 7월 · 8월 · 9월 · 10월 · 11월 · 12월 |

| <            | 2016년 1월 | 2016년 1월 | 2016년 1월 | 2016년 1월 | 2016년 1월   | >          |
| 일           | 월         | 화         | 수         | 목         | 금           | 토         |
|              |            |            |            |            | 1 11.22 임오 | 2 23 계미  |
| 3 24 갑신    | 4 25 을유  | 5 26 병술  | 6 27 정해  | 7 28 무자  | 8 29 기축    | 9 30 경인  |
| 10 12.1 신묘 | 11 2 임진  | 12 3 계사  | 13 4 갑오  | 14 5 을미  | 15 6 병신    | 16 7 정유  |
| 17 8 무술    | 18 9 기해  | 19 10 경자 | 20 11 신축 | 21 12 임인 | 22 13 계묘   | 23 14 갑진 |
| 24 15 을사   | 25 16 병오 | 26 17 정미 | 27 18 무신 | 28 19 기유 | 29 20 경술   | 30 21 신해 |
| 31 22 임자   |            |            |            |            |              |            |

| - 1월 16일 - 중화민국 총통 선거 편집하기 |

## 2016년 1월 30일 (토요일)
사회
- 신분당선 정자역 ~ 광교역 구간이 개통되었다.

## 2016년 1월 24일 (일요일)
사회
- 대한민국에서 서울특별시의 기온이 -18도를 기록하는 등의 한파로 전국에서 많은 피해가 발생하고 호남 지역과 제주도의 폭설로 제주공항을 오가던 여객기들이 제주공항의 활주로 폐쇄로 인한 운행중단으로 관광객들의 발이 묶이는 피해가 발생했다.

## 2016년 1월 20일 (수요일)
국제
- 칼텍의 연구진이 크기 10 지구질량 가량의 제9행성의 존재를 뒷받침하는 증거를 발견했다.

## 2016년 1월 19일 (화요일)
사회
- 한국노총이 노사정 대타협 파기를 공식 선언했다.

## 2016년 1월 16일 (토요일)
선거
- 중화민국의 총통과 입법원을 뽑는 선거가 실시되었다. 차이잉원이 새 총통으로 당선되었다.

## 2016년 1월 15일 (금요일)
사건
- 부천에서 초등학생을 살해하고 시신을 토막내 훼손한 부모들이 긴급체포되었다.

국제
- 부르키나파소 와가두구에 있는 고급호텔에서 알카에다 인질극이 벌어져 20명이 사망하였다.

## 2016년 1월 14일 (목요일)
국제
- 인도네시아 자카르타의 도심에서 급진 수니파 무장단체(IS)에 의한 테러가 발생하여 7명이 사망하였다.
- 세계보건기구가 라이베리아의 에볼라 발병 종식을 선언했다.

부고
- 영국의 배우 알란 릭맨이 암으로 사망하였다. 대표작으로는 다이하드, 해리포터 시리즈가 있다.

## 2016년 1월 12일 (화요일)
IT
- 마이크로소프트에서 윈도우 XP 임베디드, 윈도우 8, 인터넷 익스플로러 7, 8, 9, 10의 모든 지원을 중단했다.

국제
- 튀르키예 이스탄불 술탄아흐메트 광장에서 테러로 추정되는 폭발이 발생하여 10명이 사망하고, 한국인을 포함해 15명이 다쳤다.

## 2016년 1월 8일 (금요일)
사회
- 존엄사를 허용하는 웰다잉법이 국회를 통과했다.
- 주한미군이 포천시 영평사격장에서 아파치 헬기를 이용한 사격훈련을 재개하였다.
- 조선민주주의인민공화국의 4차 핵실험에 대한 대응조치로 낮 12시부터 대북 확성기 방송을 재개하였다.

## 2016년 1월 6일 (수요일)
정치
- 조선민주주의인민공화국이 수소폭탄 핵 실험을 전격 실시했다고 발표하였다.

## 2016년 1월 3일 (일요일)
국제
- 사우디아라비아가 이란과의 국교를 단절하였다.

사고
- 서해안고속도로에서 안개로 인해 17중 추돌 사고로 인해 1명이 사망하고, 8명이 부상을 입었다.

## 2016년 1월 2일 (토요일)
국제
- 사우디아라비아 정부가 시아파 지도자 님르 바크르 알님르를 비롯한 47명의 사형수를 처형했다.
- 중국 헤이룽장성에서 규모 6.4의 지진이 발생하였다.

## 2016년 1월 1일 (금요일)
정치
- 대한민국의 국회의원 선거구가 이날 0시를 기해 무효가 되었다.